# گمینا بژوژه
گمینا بژوژه (به لهستانی:  Gmina Brzozie) یک گمینا در لهستان است که در شهرستان برودنیتسا واقع شده‌است. گمینا بژوژه ۹۳٫۷۴ کیلومتر مربع مساحت و ۳٬۷۴۶ نفر جمعیت دارد.